# Úrvalsdeild 2010
Úrvalsdeild 2010 var den 99. udgave af det islandske mesterskab i fodbold. Turneringen blev afviklet fra 10 maj, 2010 og blev afsluttet i 25. september, 2011.
Breiðablik UBK vandt deres første islandske mesterskab.

## Hold og hjemmebane
| Klub                   | By             | Stadion                      |
| ---------------------- | -------------- | ---------------------------- |
| Breiðablik UBK         | Kópavogur      | Kópavogsvöllur               |
| FH Hafnarfjörður       | Hafnarfjörður  | Kaplakriki                   |
| Fram                   | Reykjavík      | Laugardalsvöllur             |
| Fylkir                 | Reykjavík      | Fylkisvöllur                 |
| Haukar                 | Hafnarfjörður  | Ásvellir / Vodafonevöllurinn |
| ÍBV Vestmannaeyjar     | Vestmannaeyjar | Hásteinsvöllur               |
| Keflavík Football Club | Keflavík       | Keflavíkurvöllur             |
| KR                     | Reykjavík      | KR-völlur                    |
| Selfoss                | Selfoss        | Selfossvöllur                |
| Stjarnan               | Garðabær       | Stjörnuvöllur                |
| UMF Grindavik          | Grindavik      | Grindavíkurvöllur            |
| Valur                  | Reykjavík      | Vodafonevöllurinn            |

## Tabel
| Nr | Hold             | K  | V  | U | T  | Mf |   | Mi | +/- | P                                                          |
| -- | ---------------- | -- | -- | - | -- | -- | - | -- | --- | ---------------------------------------------------------- |
| 1  | Breiðablik       | 22 | 13 | 5 | 4  | 47 | – | 23 | +24 | 442011–12 UEFA Champions League #Anden kvalifikationsrunde |
| 2  | Hafnarfjörður    | 22 | 13 | 5 | 4  | 48 | – | 31 | +17 | 442011–12 UEFA Europa League #Anden kvalifikationsrunde    |
| 3  | Vestmannaeyjar   | 22 | 13 | 3 | 6  | 36 | – | 27 | +9  | 422011–12 UEFA Europa League Første kvalifikationsrunde    |
| 4  | KR Reykjavík     | 22 | 11 | 5 | 6  | 45 | – | 31 | +14 | 382011–12 UEFA Europa League Første kvalifikationsrunde    |
| 5  | Fram Reykjavík   | 22 | 9  | 5 | 8  | 35 | – | 35 | 0   | 32                                                         |
| 6  | Keflavík         | 22 | 8  | 6 | 8  | 30 | – | 32 | −2  | 30                                                         |
| 7  | Valur Reykjavík  | 22 | 7  | 7 | 8  | 34 | – | 41 | −7  | 28                                                         |
| 8  | Stjarnan         | 22 | 6  | 7 | 9  | 39 | – | 42 | −3  | 25                                                         |
| 9  | Fylkir Reykjavík | 22 | 7  | 3 | 12 | 36 | – | 42 | −6  | 24                                                         |
| 10 | Grindavík        | 22 | 5  | 6 | 11 | 28 | – | 39 | −11 | 21                                                         |
| 11 | Haukar           | 22 | 4  | 8 | 10 | 29 | – | 45 | −16 | 20Nedrykning                                               |
| 12 | Selfoss          | 22 | 5  | 2 | 15 | 32 | – | 51 | −19 | 17Nedrykning                                               |

 K: Kampe spillet, V: Vundne kampe, U: Uafgjorte kampe, T: Tabte kampe, Mf: Mål for, Mi: Mål imod, +/-: Måldifference, P: Point

 

## Målscorer
14 mål
- Atli Viðar Björnsson (FH)
- Alfreð Finnbogason (Breiðablik UBK)
- Gilles Daniel Mbang Ondo (Grindavík)

13 mål
- Halldór Orri Björnsson (Stjarnan)

12 mål
- Kristinn Steindórsson (Breiðablik)

10 mål
- Guðjón Baldvinsson (KR Reykjavík)

9 mål
- Tryggvi Guðmundsson (ÍBV Vestmannaeyjar)
- Jóhann Þórhallsson (Fylkir)

8 mål
- Ívar Björnsson (Fram Reykjavík)
- Kjartan Henry Finnbogason (KR Reykjavík)
- Arnar Gunnlaugsson (Haukar)
- Albert Brynjar Ingason (Fylkir)
- Almarr Ormarsson (Fram Reykjavík)

Kilde ksi.is Arkiveret 6. marts 2012 hos  Wayback Machine (islandsk)